# Adam Łomnicki

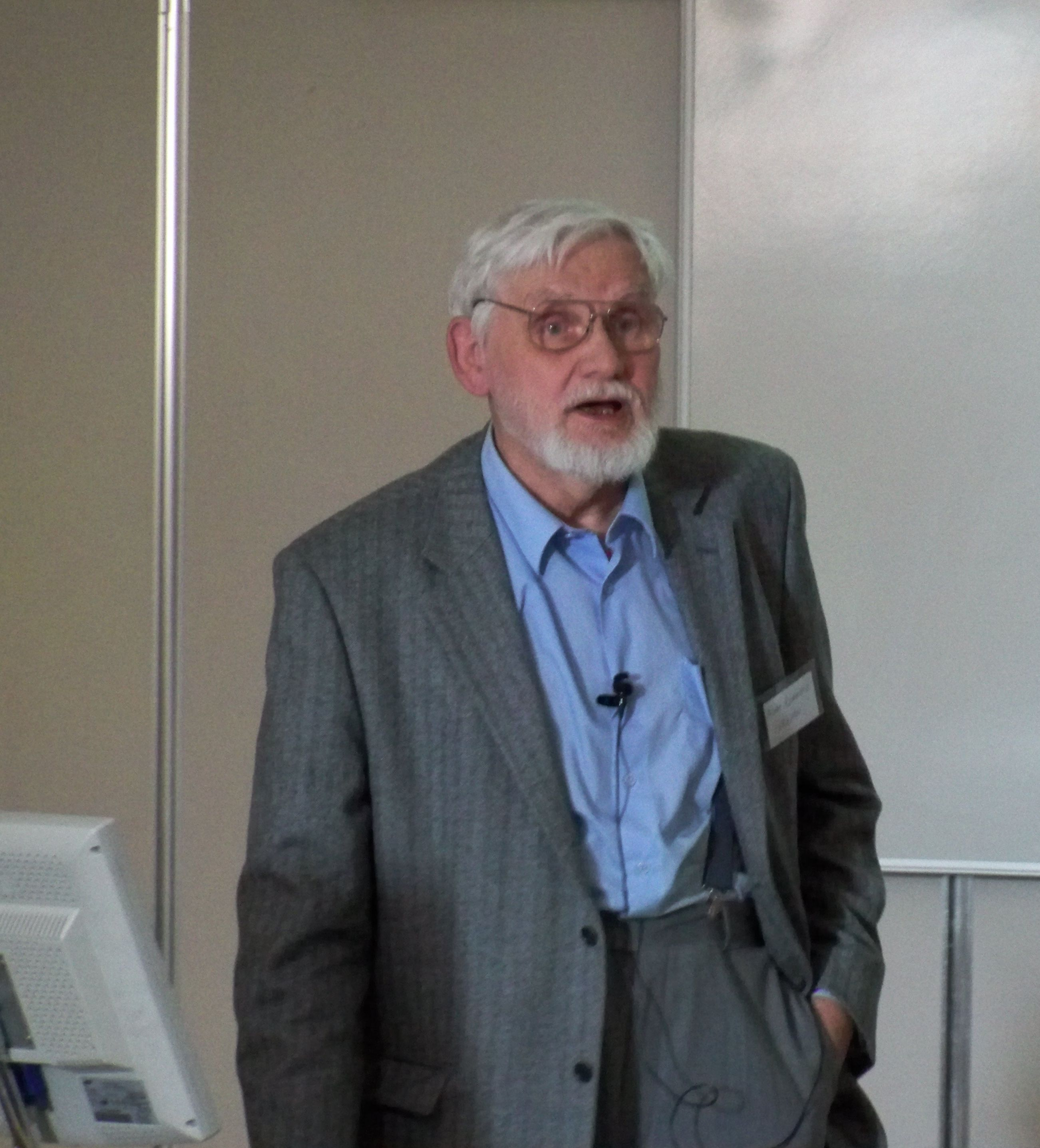
Adam Łomnicki przedstawiający referat na LV Warsztatach Biologii Ewolucyjnej w Warszawie (2011)

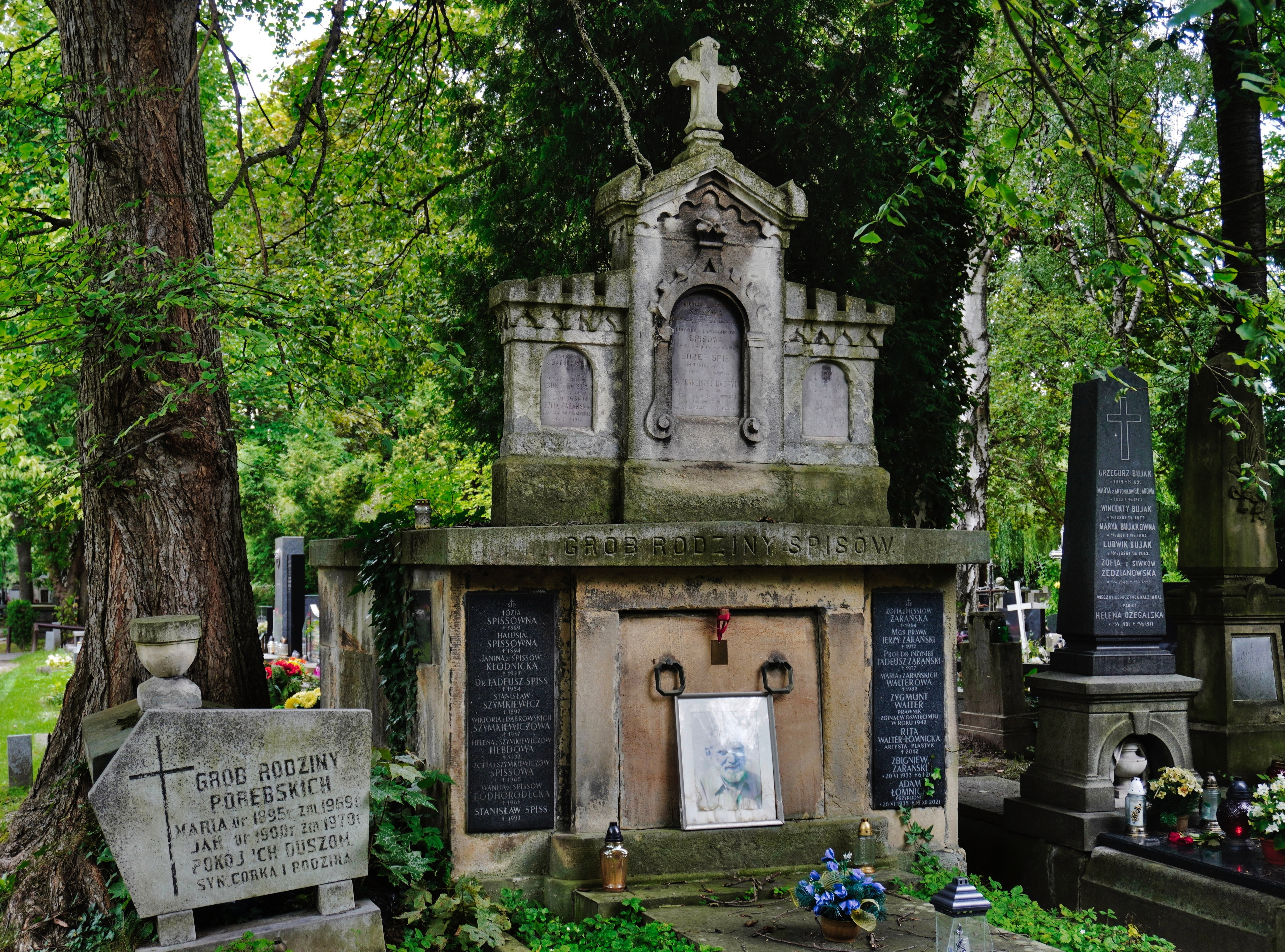
Grobowiec rodziny Spisów, grób Adama Łomnickiego na Cmentarzu Rakowickim w Krakowie

Adam Łomnicki (ur. 28 czerwca 1935 w Warszawie, zm. 15 grudnia 2021) – polski biolog ewolucyjny, ekolog, członek Polskiej Akademii Nauk, Polskiej Akademii Umiejętności, Academia Europaea i American Society of Naturalists, członek redakcji Evolutionary Ecology Research, profesor Instytutu Biologii Ssaków PAN w Białowieży.

## Życiorys
Urodził się w 1935 jako syn Zbigniewa, matematyka, wnuk Jarosława oraz prawnuk Mariana Alojzego. Pierwsze lata życia spędził w Sokołowie Małopolskim, w 1947 jego rodzina przeniosła się do Zakopanego. Interesował się historią, jednak w końcu zdecydował się na studiowanie nauk przyrodniczych. W 1957 ukończył studia na Wydziale Biologii i Nauk o Ziemi Uniwersytetu Jagiellońskiego, broniąc pracy magisterskiej pod kierunkiem Romana Wojtusiaka.
Po otrzymaniu dyplomu rozpoczął pracę w Zakładzie Ochrony Przyrody PAN. Zajmował się głównie badaniami w terenie, opisując m.in. kozice tatrzańskie. W 1959 wyjechał do Wielkiej Brytanii i przez trzy miesiące przebywał na Oxfordzie, pracując z Charlesem Eltonem.
Doktoryzował się w zakresie zoologii i ekologii w 1961. W 1964 dzięki otrzymaniu stypendium Institute of International Education wyjechał do Ann Arbor i odbył staż na University of Michigan. Habilitował się w 1970. W roku akademickim 1976/1977 przebywał na Cambridge University.
W 1981 uzyskał tytuł profesora. W latach 1981–87 był dyrektorem Instytutu Biologii Środowiskowej Uniwersytetu Jagiellońskiego. Pełnił różne funkcje w wewnętrznych strukturach PAN, był m.in. przewodniczącym Komitetu Ekologii (1987–1990) oraz Komitetu Biologii Ewolucyjnej (1990–2007). Od 2000 roku przewodniczy Radzie Naukowej Instytutu Ochrony Przyrody PAN. Jest członkiem Polskiej Akademii Umiejętności, Academia Europaea i American Society of Naturalists. Należy do redakcji Evolutionary Ecology Research.
W pracy naukowej zajmował się m.in. dynamiką liczebności i stabilności populacji, zmiennością wewnątrzpopulacyjną, poziomami doboru naturalnego, populacjami laboratoryjnymi oraz ochroną przyrody.

## Publikacje
W 1988 wydał książkę Population Ecology of Individuals (którą później określił mianem swojego opus magnum, do 2013 ponad 3000 sprzedanych egzemplarzy).
Oprócz publikacji w czasopismach naukowych jest autorem również podręczników akademickich, takich jak:
- Ekologia ewolucyjna (Wydawnictwo Naukowe PWN),
- Wprowadzenie do statystyki dla przyrodników (Wydawnictwo Naukowe PWN),
- Zarys mechanizmów ewolucji pod redakcją Haliny Krzanowskiej (współautor, Wydawnictwo Naukowe PWN).

## Odznaczenia
W 2002 został odznaczony Krzyżem Kawalerskim Orderu Odrodzenia Polski.

## Oświadczenie lustracyjne
W tekście Oświadczenie lustracyjne z 2007 roku opisał swoje kontakty z przedstawicielami Służby Bezpieczeństwa w czasach PRL i potępił procedury lustracyjne we współczesnej Polsce, przyrównując je do metod z epoki stalinizmu i wydarzeń marcowych.